# Mixopterus
Mixopterus é um gênero de euriptéridos (escorpião marinho) que viveram durante o período Siluriano, há cerca de 400 milhões de anos.